# Grodzisko w Podolu Małym

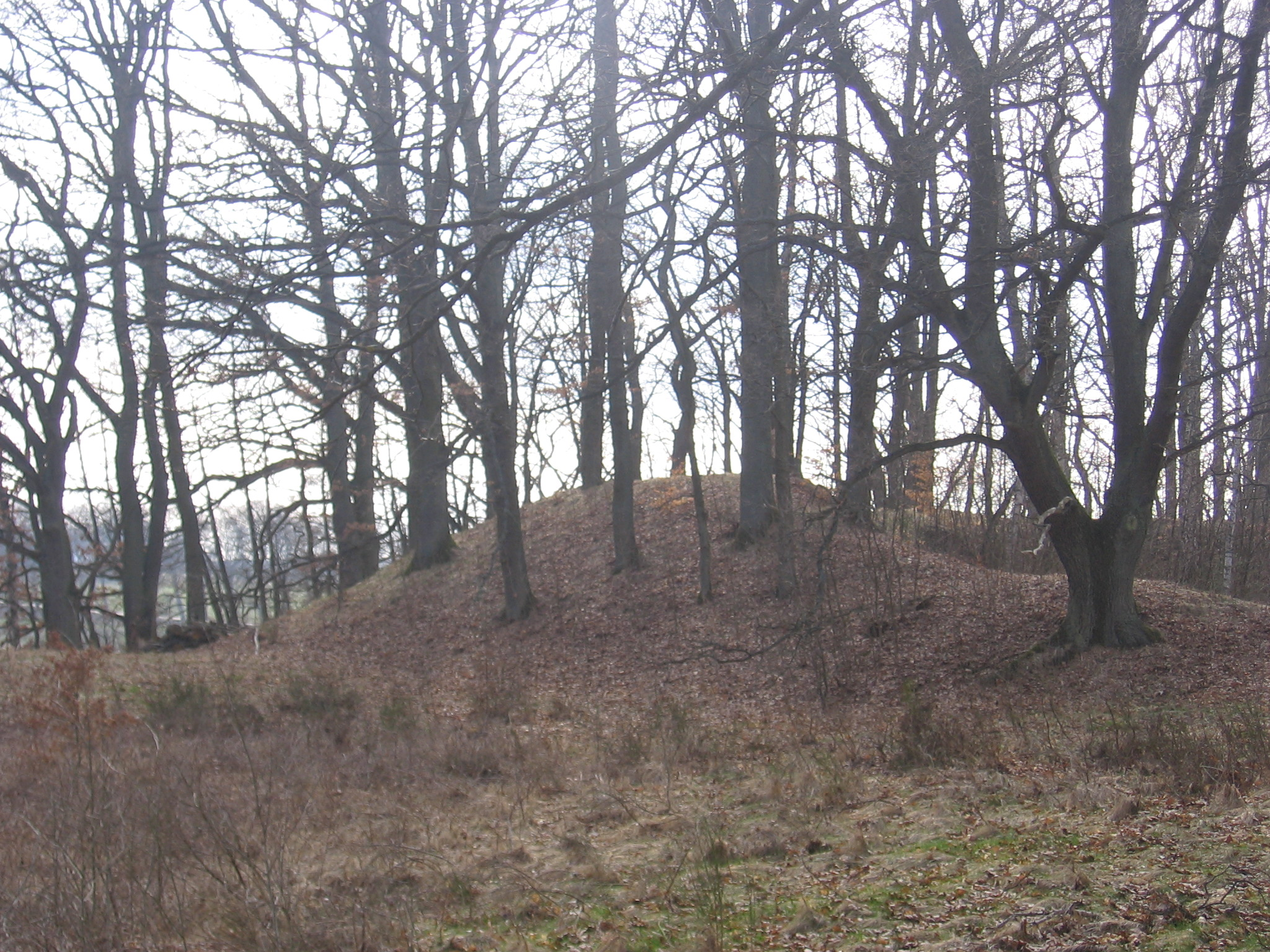
Grodzisko widziane z drogi powiatowej

Grodzisko w Podolu Małym – wczesnośredniowieczne grodzisko nizinne w Polsce, w województwie pomorskim, w powiecie słupskim, w gminie Dębnica Kaszubska, we wsi Podole Małe, wpisane do rejestru zabytków decyzją nr KL.IV-670/2/72 Wojewódzkiego Konserwatora Zabytków w Koszalinie dnia 6 marca 1972 pod numerem rejestrowym 843; obecnie pod pozycją nr A-a-61/249/K.
Stanowisko archeologiczne zajmuje powierzchnię 0,48 ha i objęte jest bezwzględną ochroną archeologiczną dziedzictwa kulturowego.
Grodzisko znajduje się w obszarze Archeologicznego Zdjęcia Polski 11-31. Datowane jest na VII/VIII-IX wiek. Jest znacznie zniwelowane. Zachował się fragment wału, którego duża część została zniszczona podczas budowy drogi (obecnie droga powiatowa 1177G) z Dobieszewa do Podola Małego, będąc miejscem wydobycia żwiru.
Wzniesienie otaczają łąki, na miejscu których w przeszłości znajdowały się najprawdopodobniej jeziora i bagna.